# Marjo Vreekamp-van den Berg
Marjoleen Arina (Marjo) Vreekamp-van den Berg (Amersfoort, 1 augustus 1941 - Epe, 17 juli 2018) was een Nederlands ondernemer.

## Levensloop
Haar vader Leendert van den Berg was margarinefabrikant en had daarnaast allerlei groothandelsactiviteiten. Hij ging op zijn tiende van school en ook bij zijn dochter Marjo wilde het niet vlotten op school. Zij ging van school op haar zeventiende. Ze ging bij haar oom en tante in Delft in een kaaswinkel werken, waar bleek dat ze aanleg had voor het ondernemerschap. Ze ging als au pair naar het Verenigd Koninkrijk en ze volgde een cursus Cambridge-Engels. Door contacten en discussies met andere buitenlandse studenten wilde ze meer van de wereld zien en deze begrijpen. Haar vader nam haar mee op zakenreis naar New York. tijdens de bootreis maakte ze kennis met de mannenwereld die de zakenwereld toen was.
Een loopbaan in de zakenwereld leek voor haar weggelegd, totdat ze theologiestudent Henk Vreekamp leerde kennen. Zijn doel was het predikantschap en ze was zich ervan bewust dat van een predikantsvrouw een actieve rol in de kerkelijke gemeente werd verwacht. In 1966 trouwden ze. Ze gingen wonen in Houten waar de eerste van de 4 kinderen werden geboren. Toen haar man was afgestudeerd, nam hij een beroep aan naar de Nederlands Hervormde Kerk van Oosterwolde en daarna in 1976 naar Epe. In beide gemeentes zette ze zich in voor de kerkelijke gemeente.
In Epe leerden ze, via hun kinderen, de familie Dalhuisen kennen. Deze familie had een bedrijf in brandstoffen en kunstmest. Bedrijfsleider Herman Dalhuisen wilde zijn bedrijfsactiviteiten uitbreiden met een dealerschap voor Opel, maar had moeite met het voeren van zakelijke gesprekken in het Engels. Marjo Vreekamp bood aan het gesprek met de Amerikaanse zakenman te willen voeren en kwam tot een zakelijk akkoord. Hiervoor had Dalhuisen wel een zakenpartner nodig en hij vroeg Vreekamp of zij hier interesse voor had. Ze wilde dit doen, mits ze mededirecteur van het bedrijf zou worden. Dit gebeurde en ze werd binnen het bedrijf verantwoordelijk voor het algemeen management en financiën. In de tien jaar die volgde werden er drie nieuwe autoshowrooms geopend en zes tankstations. Ze zorgde ervoor dat de omzet werd verzesvoudigd en het personeelsaantal groeide van acht naar bijna zestig. Ze werd ook vertrouwenspersoon van het personeel.
Deze prestaties zorgden ervoor dat ze in 1990 werd uitgeroepen tot Zakenvrouw van het jaar. Ze ontving de prix Veuve Clicquot uit handen van Minister van Economische Zaken Koos Andriessen. Bij de huldiging zei ze dat "winstgevendheid niet het enige doel is, maar dat ook het menselijke gezicht belangrijk is." De zorg voor de kinderen werd toevertrouwd aan de vrouw van Herman Dalhuisen, die zelf ook drie kinderen had. Beide gezinnen hadden in 1984 een dubbele woning betrokken met gezamenlijke keuken. Ze beschouwde zich echter nog steeds in de eerste plaats als moeder en ze vond het geen probleem dat haar kinderen de directiekamer binnenliepen. Vreekamp trok regelmatig het land door als pleitbezorger van het opnemen van vrouwen in directies. Ze hield lezingen en bezocht conferenties, waar ze als vrouw vaak een eenling was. In 1999 richtte ze, samen met haar zoon, Beheermaatschappij ULO op. ULO is een afkorting van "Uit Leendert Ontstaan", een eerbetoon aan (groot)vader Leendert van den Berg.
In 2002 kwam het besluit om het zakenleven los te laten. Dit kostte veel moeite, maar in 2004 was het dan toch een feit. Ze ging reizen met haar man, met name studiereizen naar Israël. Henk Vreekamp was van 1984 tot 2002 namelijk predikant geweest bij de Raad voor de verhouding van Kerk en Israël en hij zette zich hier nog altijd voor in. In 2016 overleed haar man als gevolg van een ongeluk. Ze bleef zich na zijn overlijden inzetten voor de nalatenschap van haar man. Zo nam ze het initiatief voor het openbreken van de dichtgemetselde hagioscoop in de Grote Kerk van Epe, naar aanleiding van een verwijzing hiernaar in Henk Vreekamps boek Als Freyja zich laat zien, De code van het christendom.  2,5 jaar na haar man overleed ook Marjo Vreekamp. Ze werd na een uitvaartdienst in de Grote Kerk van Epe begraven bij haar man in Oosterwolde.